# A lottyadt burger (Spongyabob Kockanadrág)
A lottyadt burger (angolul The Other Patty) a SpongyaBob Kockanadrág 8. évadjának 1b része, melyet az amerikai Nickelodeon csatorna mutatott be 2011. június 25-én. Magyarországon is a Nickelodeon mutatta be, továbbá 2018. december 11-én a RTL+, 2019. december 1-én pedig a Cool.

## Cselekmény
|  | Alább a cselekmény részletei következnek! |

SpongyaBob megunja, hogy Rák úr és Plankton folyton versengenek egymással, ezért álruhában létrehoz egy éttermet és kitalál egy új szendvicset, a lottyadt burgert. A lottyadt burger nagyon híres lesz, ezért Rák úr és Plankton is megpróbálja megszerezni a receptet. Mivel egyedül nem boldogulnak, végül mégis összeállnak. A végén kiderül, hogy SpongyaBob találta ki az egészet. Ekkor Rák uram és Plankton összefognak, hogy megleckéztessék Spongyabobot.
|  | Itt a vége a cselekmény részletezésének! |